# Phoinissai (Euripides)
Phoinissai (Oudgrieks: Φοίνισσαι, Latijn: Phoenissae), in het Nederlands wel bekend als Fenicische Vrouwen, is een tragedie van de Griekse tragediedichter Euripides. Het drama werd ca. 410 v.Chr. opgevoerd en behaalde een tweede prijs bij de Dionysia.

## Inhoud

### Dramatis personae
- Iokaste, moeder en vrouw van Oidipous
- Oude dienaar
- Antigone, dochter van Oidipous
- Fenicische vrouwen, koor
- Polyneikes, zoon van Oidipous
- Eteokles, zoon van Oidipous
- Creon, broer van Iokaste
- Teiresias, de blinde ziener
- Menoikeus, zoon van Kreon
- Eerste bode
- Tweede bode
- Oidipous, ook wel Oedipus

### Samenvatting
Na Oidipous' verbanning uit Thebe vanwege vadermoord en de relatie met zijn moeder, twisten zijn zonen Eteokles en Polyneikes om de heerschappij over Thebe. Vanwege de vervloekingen die Oidipous uitsprak over zijn twee zonen sterven beiden in een tweegevecht. Zodra Iokaste verneemt dat haar zonen dood zijn, pleegt ze zelfmoord.
Dit is Euripides' versie van de Zeven tegen Thebe van Aischylos.

## Nederlandse vertalingen
- 1668 – Feniciaensche of Gebroeders van Thebe – Joost van den Vondel
- 1823 – De Fenicische vrouwen – P. Camper
- 1939 – De Phoinikische maagden – K.H. de Raaf
- 1996 – Fenicische vrouwen – Herman Altena
- 2003 – Oidipous' zonen – Gerard Koolschijn
- 2005 – Phoenicische vrouwen – Willy Courteaux en Bart Claes

## Uitgave
- D. Kovacs, Euripides vol. V: Helen – Phoenician Women – Orestes, Cambridge Mass./London 2002. ISBN 0674996003 (Grieks en Engels)